# Francesco Cempini
Francesco Cempini (Terricciola, 5 settembre 1775 – Firenze, 23 ottobre 1853) è stato un avvocato e politico italiano,  primo ministro del Granducato di Toscana dal 1845 al 1848, sotto Leopoldo II.

## Biografia
Nato a Terricciola, in provincia di Pisa, fu Avvocato Regio, ministro delle finanze sotto il granduca Leopoldo II, primo ministro del Granducato di Toscana dal 1845 al 1848, senatore, presidente del senato, Cavaliere di Gran Croce dell'Ordine di San Giuseppe, e di quello Imperiale Austriaco della Corona di Ferro. Durante il dominio napoleonico, ricoprì l'importante carica di procuratore imperiale alla Corte criminale di prima istanza di Pisa.